# 7735 Scorzelli
A 7735 Scorzelli (ideiglenes jelöléssel 1980 UL1) a Naprendszer kisbolygóövében található aszteroida. Schelte J. Bus fedezte fel 1980. október 31-én.